# David R. Smith
David R. Smith, född 1964 i Okinawa, är en amerikansk fysiker.
Smith studerade vid University of California, San Diego (UCSD) där han tog bachelorexamen (B.S.) 1988 och Ph.D.-examen 1994, båda i fysik, och stannade därefter som postdoc till 1997. Efter några års verksamhet som konsult har han sedan 2001 haft en deltidstjänst som adjungerad biträdande professor i fysik vid UCSD. Han är också verksam på deltid som gästprofessor i fysik vid Imperial College London sedan 2004. Sedan 2004 har han huvudsakligen varit verksam vid Duke University, från 2007 som fullvärdig professor. 2008 bytte han till en professur i elektro- och datorteknik vid Duke.
Hans forskning gäller metamaterial, bland annat sådana med negativt brytningsindex. Smith och hans kollegor vid UCSD blev år 2000 de första som kunde visa upp ett metamaterial med negativt brytningsindex, i mikrovågsområdet.